# Mert Kömür
Mert Kömür, né le 17 juillet 2005 à Dachau en Allemagne, est un footballeur professionnel allemand qui joue au poste de milieu de terrain au FC Augsbourg.

## Biographie

### Carrière en club
Mert Kömür passe le début de son adolescence en sections jeunes du TSV Munich 1860, avant de rejoindre Augsbourg en 2019. Après avoir disputé 27 matches avec l'équipe réserve marquant au passage cinq buts, il fait ses débuts en équipe première le 7 avril 2024 lors d'un match de Bundesliga perdu 3-1 contre Hoffenheim. Le 18 mai suivant, lors de son premier match en tant que titulaire, il marque son premier but en professionnel lors d'une défaite 2-1 contre le Bayer Leverkusen.

### Carrière internationale
Né en Allemagne, Kömür est d'origine turque et peut représenter les deux sélections. Il choisit de jouer pour l'Allemagne en catégorie jeunes, marquant au moins un but dans toutes les catégories allant des moins de 17 ans aux moins de 20 ans.

## Statistiques

### En club
| Saison                | Club                  | Championnat           | Championnat | Championnat | Championnat | Coupe(s) nationale(s) | Coupe(s) nationale(s) | Coupe(s) nationale(s) | Compétition(s) continentale(s) | Compétition(s) continentale(s) | Compétition(s) continentale(s) | Compétition(s) continentale(s) | Total | Total | Total |
| Saison                | Club                  | Division              | M.          | B.          | P.d.        | M.                    | B.                    | P.d.                  | Comp.                          | M.                             | B.                             | P.d.                           | M.    | B.    | P.d.  |
| 2022-2023             | FC Augsbourg rés.     | Regionalliga          | 10          | 2           | 1           | -                     | -                     | -                     | -                              | -                              | -                              | -                              | 10    | 2     | 1     |
| 2023-2024             | FC Augsbourg rés.     | Regionalliga          | 13          | 2           | 4           | -                     | -                     | -                     | -                              | -                              | -                              | -                              | 13    | 2     | 4     |
| 2024-2025             | FC Augsbourg rés.     | Regionalliga          | 5           | 1           | 0           | -                     | -                     | -                     | -                              | -                              | -                              | -                              | 5     | 1     | 0     |
| Sous-total            | Sous-total            | Sous-total            | 28          | 5           | 5           | -                     | -                     | -                     | -                              | -                              | -                              | -                              | 28    | 5     | 5     |
| 2023-2024             | FC Augsbourg          | Bundesliga            | 4           | 1           | 0           | 0                     | 0                     | 0                     | -                              | -                              | -                              | -                              | 4     | 1     | 0     |
| 2024-2025             | FC Augsbourg          | Bundesliga            | 15          | 2           | 1           | 3                     | 0                     | 0                     | -                              | -                              | -                              | -                              | 18    | 2     | 1     |
| Sous-total            | Sous-total            | Sous-total            | 19          | 3           | 1           | 3                     | 0                     | 0                     | -                              | -                              | -                              | -                              | 22    | 3     | 1     |
| Total sur la carrière | Total sur la carrière | Total sur la carrière | 47          | 8           | 6           | 3                     | 0                     | 0                     | -                              | -                              | -                              | -                              | 50    | 8     | 6     |